# Mistrovství Asie v rychlobruslení 2005
Mistrovství Asie v rychlobruslení 2005 se konalo ve dnech 8. a 9. ledna 2005 na otevřené rychlobruslařské dráze Machiyama Highland Skating Center v japonském Ikahu. Jednalo se o 6. mistrovství Asie. Z předchozího šampionátu obhajovali titul Číňan Li Čchang-jü a Japonka Maki Tabataová.
V Ikahu se poprvé stala mistryní Asie Japonka Nami Nemotová. Mezi muži poprvé zvítězil její krajan Hiroki Hirako.

## Muži
| Pořadí           | Jméno            | Země        | 500 m      | 5 000 m      | 1 500 m      | 10 000 m      | Počet bodů |
| ---------------- | ---------------- | ----------- | ---------- | ------------ | ------------ | ------------- | ---------- |
| Zlatá medaile    | Hiroki Hirako    | Japonsko    | 37,84 (3.) | 6:49,69 (1.) | 1:53,07 (6.) | 13:59,55 (1.) | 158,476    |
| Stříbrná medaile | Takahiro Ušijama | Japonsko    | 36,85 (1.) | 6:56,91 (4.) | 1:51,04 (1.) | 14:24,85 (4.) | 158,796    |
| Bronzová medaile | Kesato Mijazaki  | Japonsko    | 39,05 (7.) | 6:53,60 (2.) | 1:52,04 (3.) | 14:02,97 (2.) | 159,904    |
| 4.               | Eidži Kohara     | Japonsko    | 38,00 (5.) | 6:59,37 (5.) | 1:52,79 (5.) | 14:35,35 (5.) | 161,300    |
| 5.               | Li Čchang-jü     | Čína        | 38,05 (6.) | 7:00,31 (6.) | 1:51,04 (1.) | 14:54,06 (7.) | 161,797    |
| 6.               | Dmitrij Babenko  | Kazachstán  | 40,41 (8.) | 6:54,56 (3.) | 1:57,70 (8.) | 14:08,19 (3.) | 163,508    |
| 7.               | Čchen Č'         | Čína        | 37,47 (2.) | 7:11,94 (8.) | 1:54,35 (7.) | 14:55,21 (8.) | 163,540    |
| 8.               | I Čin-wu         | Jižní Korea | 37,97 (4.) | 7:14,10 (9.) | 1:52,55 (4.) | 15:23,25 (9.) | 165,058    |
| 9.               | Jegor Smirnov    | Kazachstán  | 40,89 (9.) | 7:09,28 (7.) | 1:59,86 (9.) | 14:51,61 (6.) | 168,351    |

## Ženy
| Pořadí           | Jméno          | Země        | 500 m      | 3 000 m      | 1 500 m      | 5 000 m      | Počet bodů |
| ---------------- | -------------- | ----------- | ---------- | ------------ | ------------ | ------------ | ---------- |
| Zlatá medaile    | Nami Nemotová  | Japonsko    | 40,99 (2.) | 4:15,86 (1.) | 2:01,99 (2.) | 7:18,73 (1.) | 168,169    |
| Stříbrná medaile | Maki Tabataová | Japonsko    | 41,01 (3.) | 4:17,27 (2.) | 2:01,02 (1.) | 7:24,78 (2.) | 168,706    |
| Bronzová medaile | Eriko Išinová  | Japonsko    | 41,28 (6.) | 4:18,84 (3.) | 2:07,80 (5.) | 7:25,74 (3.) | 171,594    |
| 4.               | Ťi Ťia         | Čína        | 41,04 (4.) | 4:25,82 (5.) | 2:07,18 (4.) | 7:30,49 (4.) | 172,785    |
| 5.               | Kao Jang       | Čína        | 40,60 (1.) | 4:30,22 (8.) | 2:06,56 (3.) | 7:45,22 (8.) | 174,344    |
| 6.               | Wang Fej       | Čína        | 41,15 (5.) | 4:24,69 (4.) | 2:08,08 (6.) | 7:45,02 (7.) | 174,460    |
| 7.               | Eriko Seová    | Japonsko    | 41,68 (7.) | 4:26,94 (6.) | 2:09,87 (7.) | 7:34,29 (5.) | 174,889    |
| 8.               | I Ču-jon       | Jižní Korea | 41,80 (8.) | 4:28,72 (7.) | 2:11,05 (8.) | 7:42,98 (6.) | 176,567    |